# Ligamentul talocalcanean posterior

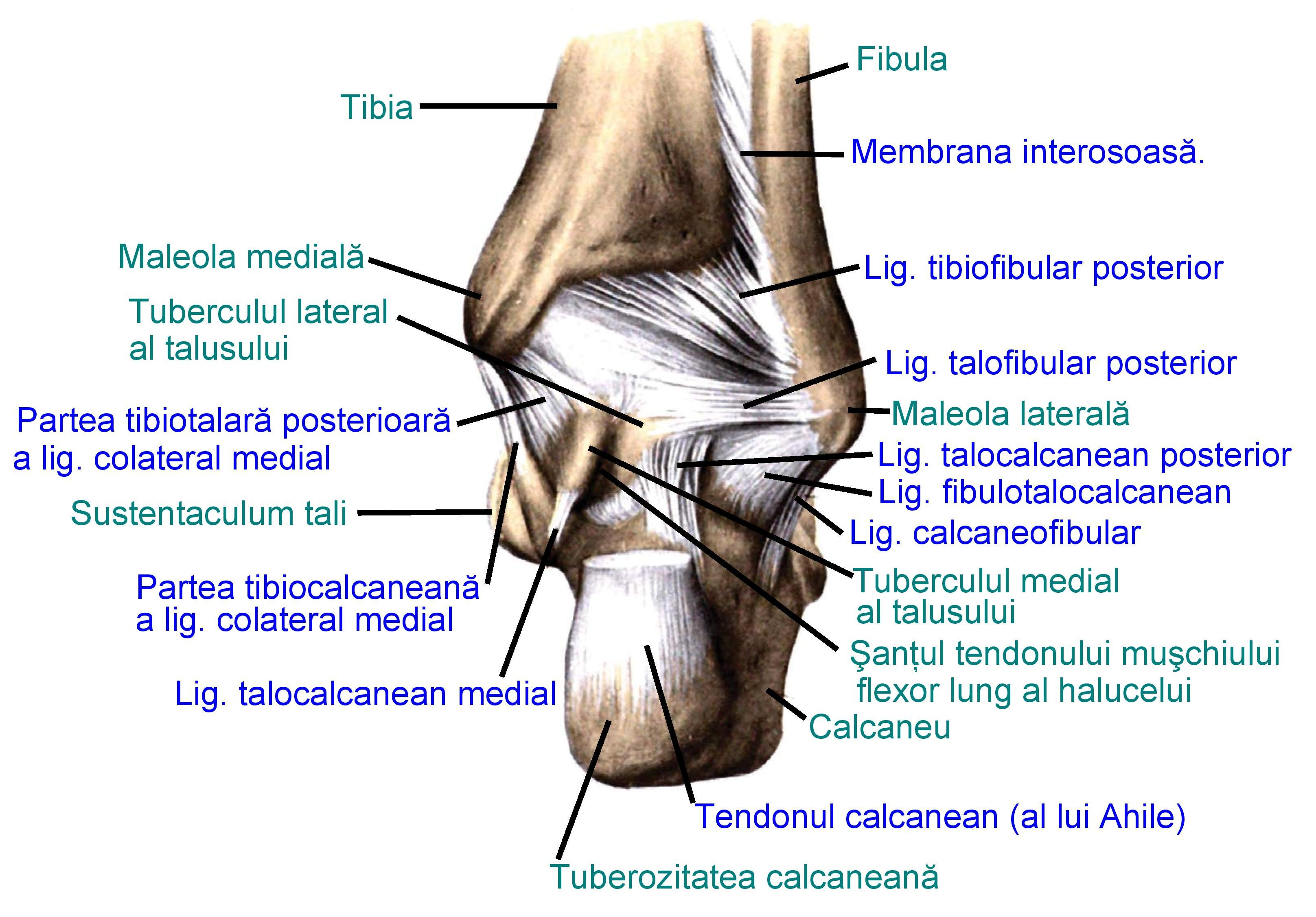
Ligamentele articulaţiilor piciorului drept, văzute posterior (după Sobotta's Atlas and Text-book of Human Anatomy 1909)

Ligamentul talocalcanean posterior (Ligamentum talocalcaneum posterius) este un ligament scurt,  plat, patrulater, al articulației subtalare, situat pe partea posterioară a gleznei. Are originea sus pe fața laterală și vârful tuberculului lateral al procesului posterior al talusului, de unde se îndreaptă în jos și lateral și se inseră pe fața superioară a calcaneului; el trece ca o punte peste tendonul mușchiului flexor lung al degetului mare (Musculus flexor hallucis longus). Acest  ligament poate fi scindat în două fascicule cu originea pe tuberculii medial și lateral ai procesului posterior al talusului. Dacă osul trigon există, acest ligament se inseră pe el și se numește în cazul acesta ligamentul calcaneotrigonal sau trigonocalcanean.